# Espermatozoide

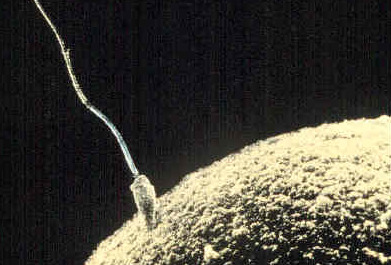
Micrografia d'escandallatge mostrant un espermatozoide fecundant un òvul.

Un espermatozoide és una cèl·lula haploide que constitueix el gàmeta masculí en els animals. La seva funció és trobar el gàmeta femení i així poder tornar a formar una cèl·lula diploide que donarà lloc a un nou individu després del desenvolupament pertinent.
L'espermatozoide humà, de tipus flagel·lat i modificat, consta principalment de dues parts: el cap i la cua. El cap conté els cromosomes, mentre que la cua és l'encarregada del moviment. Hi ha, però, dos tipus d'espermatozoides en el regne animal. S'anomenen flagel·lats els que tenen cua, com els humans, però també existeixen els no flagel·lats, sense cua. Dins dels flagel·lats, a més, es poden distingir els primitius dels modificats. Els primitius es caracteritzen per ser més simples.
En l'espècie humana, els espermatozoides es formen en l'interior dels testicles, específicament dins dels túbuls seminífers. Les parets d'aquests túbuls es troben tapissades d'espermatogònies, que, per meiosi, es diferencien en espermatozoides seguint un procés que s'anomena espermatogènesi. Atès que els espermatozoides tenen una funció molt especialitzada i tota l'estructura està destinada només a aportar el material genètic, sofreixen un procés de diferenciació cel·lular molt important, eliminant gran part dels orgànuls que normalment trobem en una cèl·lula i modificant la majoria dels que resten.

## Història
L'espermatozoide va ser descrit per primera vegada en 1677 pel científic Antonie van Leeuwenhoek, reconegut com a "pare de la microbiologia". No obstant això, la primera persona a visualitzar va ser un estudiant de medicina anomenat Johan Ham, qui li va comentar que havia vist uns petits 'animálculs' al semen. Ham pensava que aquests petits animals eren fruit de la putrefacció del líquid seminal. Leeuwenhoek, en canvi, va suposar que es tractava d'un component habitual del semen i va realitzar la primera descripció detallada dels espermatozoides. A més, també va ser la primera persona a proposar que la fecundació passava per l'entrada de l'espermatozoide dins de l'òvul, ja que aleshores es creia que la fecundació tenia lloc per vapors que emanaven de l'esperma. Encara que, lamentablement, mai va poder observar el procés.

## Espermatogènesi
És l'augment, maduració, transformació i alliberament de l'empaquetament de l'ADN dels espermatozoides en la pubertat. També és el mecanisme encarregat de la primera producció d'espermatozoides, és la gametogènesi en l'home. Aquest procés es produeix a les gònades, activat per l'hormona GnRH que es produeix a l'hipotàlem, i estimula la secreció de l'hormona LH.
La espermatogènesi té una duració aproximada de 74 dies en el cas de l'espècie humana, i les cèl·lules germinals passen per les següents fases:
1. Espermatogonis tipus A, encarregades de continuar dividint-se. La seva producció dels quals marquen l'inici de l'espermatogènesi.
2. Espermatogonis tipus C, precursors dels espermatòcits primaris.
3. Els espermatòcits primaris en aquest moment entren a una fase llarga de 22 dies per després dividir-se meioticament i formar els espermatòcits secundaris
4. Aquests passen per una segona divisió meiòtica per formar les espermàtides.
5. Aquestes són les precursores directes dels espermatòcits.